# ミラー・ミラー (10ccのアルバム)
『ミラー・ミラー』（原題：MirrorMirror）は、イギリスのバンド10ccが、1995年に発表した通算11作目、再結成後としては2作目のスタジオ・アルバム。日本で先行発売された。

## 背景
自身のヒット曲「アイム・ノット・イン・ラヴ」のリメイク「アイム・ノット・イン・ラヴ（リワーク・オブ・アート・ミックス」にはオリジナル・メンバー4人がクレジット（昔の音源を再利用しているためであり、ゴドレイとクレームは本レコーディングには参加していない。後述のマッカートニーも同様である）されており、同曲のアコースティック・セッションはエリック・スチュワートとグレアム・グールドマンの2人による録音だが、それ以外は、実質的にはスチュワートとグールドマンの個々のソロ・プロジェクトによる録音である。両名は新曲の「テイク・ディス・ウーマン!」と「恋の特効薬」も共作したが、レコーディングに関しては、前者はスチュワート不在、後者はグールドマン不在であった。ジャケット・デザインは、ストーム・トーガソンとポール・カーゾンが共同で手がけた。
ポール・マッカートニーがクレジットされている「沈黙の法則」と「イヴォンヌこそ我が本命」は、元々はスチュワートがソングライティングで貢献したマッカートニーのアルバム『プレス・トゥ・プレイ』（1986年）のアウトテイクである。また、1980年代からグールドマンと共同作業を行ってきたシンガーソングライターのアンドリュー・ゴールドも、一部の曲に参加している。
スチュワートは本作のプロモーション・ツアー終了から間もなく、10ccを脱退した。

## 反響・評価
母国イギリスでは、「アイム・ノット・イン・ラヴ（アコースティック・セッション'95）」は全英シングルチャートで29位を記録したが、本作は全英アルバムチャート入りを逃した。日本のオリコンチャートでは4週トップ100入りし、最高47位を記録した。
Roch Parisienはオールミュージックにおいて5点満点中3点を付け「新曲に関しては、楽しめる瞬間も幾つかあるが、このグループを特徴づけていた詩的なウィットよりも、過去の音楽性の再生産が目立つ」と評している。

## 収録曲
特記なき楽曲はエリック・スチュワートとグレアム・グールドマンの共作。

### 日本盤CD
1. アイム・ノット・イン・ラヴ（リワーク・オブ・アート・ミックス） "I'm Not in Love (Rework of Art Mix)" - 5:53
  - プロデュース：10cc
2. 平和への道のり "Peace in Our Time" (Graham Gouldman, Steve Pigott) - 4:04
  - プロデュース：グレアム・グールドマン、エイドリアン・リー
3. 沈黙の法則 "Code of Silence" (Eric Stewart) - 5:39
  - プロデュース：エリック・スチュワート、エイドリアン・リー
4. テイク・ディス・ウーマン! "Take This Woman" - 3:52
  - プロデュース：グレアム・グールドマン、エイドリアン・リー
5. イヴォンヌこそ我が本命 "Yvonne's the One" (E. Stewart, Paul McCartney) - 4:26
  - プロデュース：エリック・スチュワート、エイドリアン・リー
6. 猿と玉葱 "Monkey and the Onion" (G. Gouldman, Tim Rice) - 3:18
  - プロデュース：グレアム・グールドマン、エイドリアン・リー
7. マーゴにはとびっきり辛いマスタードを "Margo Wants the Mustard" (E. Stewart) - 3:54
  - プロデュース：エリック・スチュワート、エイドリアン・リー
8. 長い家路 "Ready to Go Home" (G. Gouldman, Andrew Gold) - 4:38
  - プロデュース：グレアム・グールドマン、エイドリアン・リー
9. 人生の転機がやってきた "Everything Is Not Enough" (E. Stewart) - 4:28
  - プロデュース：エリック・スチュワート、エイドリアン・リー
10. ブルー・バード "Blue Bird" (G. Gouldman) - 4:04
  - プロデュース：グレアム・グールドマン、エイドリアン・リー
11. エイジ・オブ・コンセント "Age of Consent" (E. Stewart) - 5:43
  - プロデュース：エリック・スチュワート、エイドリアン・リー
12. グロウ・オールド・ウィズ・ミー "Grow Old with Me" (G. Gouldman) - 3:23
  - プロデュース：グレアム・グールドマン、エイドリアン・リー
13. 恋の特効薬 "Why Did I Break Your Heart?" - 5:19
  - プロデュース：エリック・スチュワート、エイドリアン・リー
14. 最後の決心 "Now You're Gone" (G. Gouldman) - 3:02
  - プロデュース：グレアム・グールドマン、エイドリアン・リー
15. アイム・ノット・イン・ラヴ（アコースティック・セッション'95） "I'm Not in Love (Acoustic Session '95)" - 3:31
  - プロデュース：10cc、ロッド・ギャモンズ

### ヨーロッパ盤CD
1. "Yvonne's the One" (E. Stewart, P. McCartney)
2. "Code of Silence" (E. Stewart)
3. "Blue Bird" (G. Gouldman)
4. "Age of Consent" (E. Stewart)
5. "Take This Woman"
6. "The Monkey and the Onion" (G. Gouldman, T. Rice)
7. "Everything Is Not Enough" (E. Stewart)
8. "Ready to Go Home" (G. Gouldman, A. Gold)
9. "Grow Old with Me" (G. Gouldman)
10. "Margo Wants the Mustard" (E. Stewart)
11. "Peace in Our Time" (G. Gouldman, S. Pigott)
12. "Why Did I Break Your Heart?"
13. "Now You're Gone" (G. Gouldman)
14. "I'm Not in Love (Acoustic Session '95)"

### アメリカ盤CD
1. "I'm Not in Love (Rework of Art Mix)"
2. "Peace in Our Time" (G. Gouldman, S. Pigott)
3. "Ready to Go Home" (G. Gouldman, A. Gold)
4. "The Monkey and the Onion" (G. Gouldman, T. Rice)
5. "Why Did I Break Your Heart?"
6. "Code of Silence" (E. Stewart)
7. "Take This Woman"
8. "Grow Old with Me" (G. Gouldman)
9. "Age of Consent" (E. Stewart)
10. "Everything Is Not Enough" (E. Stewart)

## 参加ミュージシャン
下記トラック・ナンバーは日本盤CDに準拠。
- エリック・スチュワート - リード・ボーカル(on #1, #3, #5, #7, #9, #11, #13, #15)、ギター、キーボード、パーカッション、バッキング・ボーカル
- グレアム・グールドマン - リード・ボーカル(on #2, #4, #6, #10, #12, #14)、ギター、ベース、マンドリン、パーカッション、バッキング・ボーカル
- ケヴィン・ゴドレイ - バスドラム、ミュージカル・ボックス、バッキング・ボーカル(on #1)
- ロル・クレーム - ピアノ、バッキング・ボーカル(on #1)
- スティーヴ・ピゴット - キーボード、ドラム・プログラミング(on #2)
- リック・フェン - リードギター(on #2)
- ゲイリー・ウォリス - ドラムス、パーカッション(on #2)

アディショナル・ミュージシャン
- エイドリアン・リー - キーボード(on #2, #4, #8, #10)、プログラミング(on #3, #4, #5, #7, #8, #9, #10, #11, #12, #13)、パーカッション(on #4, #8)、バッキング・ボーカル(on #4, #8, #10)、ベース(on #5, #7, #9)、ストリングス・アレンジ(on #6, #12)、ヴィブラフォン(on #7)、アコーディオン(on #12)、アコースティック・ギター(on #13)
- ポール・マッカートニー - ストリングス、エレクトリックピアノ、サウンド・エフェクト(on #3)、リズムギター(on #5)
- ピーター・トムス - トロンボーン(on #4)
- アンドリュー・ゴールド - リード・ボーカル(on #8)、ギター(on #8)、バッキング・ボーカル(on #12)
- イアン・トーマス - ドラムス(on #8)
- ゲイリー・バーナクル（英語版） - サクソフォーン(on #13)
- Lisa Aferiat, Nicola Burton - ヴァイオリン(on #6, #12)
- Chris Goldscheider - ヴィオラ(on #6, #12)
- パトリック・ジョーンズ - チェロ(on #6, #12)
- アンドリュー・ハインズ - チェロ(on #6)